# Lydipta pumilio
Lydipta pumilio är en skalbaggsart som beskrevs av Thomson 1868. Lydipta pumilio ingår i släktet Lydipta och familjen långhorningar.
Artens utbredningsområde är Paraguay. Inga underarter finns listade i Catalogue of Life.